# Cyclommatus pulchellus
Cyclommatus pulchellus là một loài bọ cánh cứng trong họ Lucanidae. Loài này được Mollenkamp mô tả khoa học năm 1900.